# Vålerenga Oslo (Frauenfußball)
Vålerenga Fotball Damer ist die  Frauenfußballabteilung des Vålerenga IF aus der norwegischen Hauptstadt Oslo. Die erste Mannschaft stieg 2011 in die höchste norwegische Liga Toppserien auf. Nach der Vizemeisterschaft 2019 wurde der Club im Folgejahr zum ersten Mal norwegischer Meister.

## Geschichte
Vålerenga Fotball Damer wurde Ende der 1990er Jahre als Frauenabteilung von Vålerenga Oslo gegründet. 1998 spielte Vålerenga bereits zum ersten Mal um den Aufstieg in die höchste Spielklasse, musste aber nach zwei Niederlagen in den Aufstiegsspielen noch ein weiteres Jahr in der zweiten Liga bleiben. 2000 erreichte Vålerenga den Aufstieg und gab sein Debüt im Pokal. Nach nur einem Jahr folgte der Wiederabstieg und auch im Pokal scheiterte man bereits in der ersten Runde. 2001 erreichte man Platz sieben der zweiten Liga und schaffte es im Pokal in die zweite Runde, nachdem man in der ersten Runde ein Freilos erhalten hatte. 2003 kam es für Vålerenga beinahe zu einem Abstieg aus der zweiten Liga, der Verein konnte sich aber kurz vor Saisonende noch auf einen sicheren Tabellenplatz retten. 
2011 gelang der Mannschaft der Aufstieg in die Toppserien, in der sie seitdem spielt. Acht Jahre später feierte man mit der Vizemeisterschaft die bis dato beste Platzierung und durfte in der folgenden Saison erstmals an der UEFA Women’s Champions League teilnehmen. Im Folgejahr gelang mit dem Erringen des Meistertitels der größte Erfolg in der Vereinsgeschichte. Außerdem wurde bisher zweimal, 2017 und 2019, das Finale im Pokal erreicht.

## Erfolge
- 2011: Aufstieg in die Toppserien
- Norwegischer Meister: 2020, 2023, 2024